# Kergolay (Locmaria)
Kergolay est un hameau de commune de Locmaria à Belle-Île-en-Mer dans le Morbihan.

## Toponymie
Kergolay vient du préfixe breton Ker : maison et  probablement de Goleiñ : couverte.

## Histoire
Le village de Kergolay au début du XVIIe siècle ne comptait qu'une seule famille, celle du fermier Clément Bédex. Sa maison a été remplacée en 1877 par une maison de même dimension.
En 1761, 3000 soldats anglais débarquent à Port-Blanc, installent un camp à Kergolay, et brûlent la dizaine de maisons du village, ne laissant qu'une maison et une grange.
Le village a été reconstruit au début du XIXe siècle.